# St. Anna (Sankt Annen)

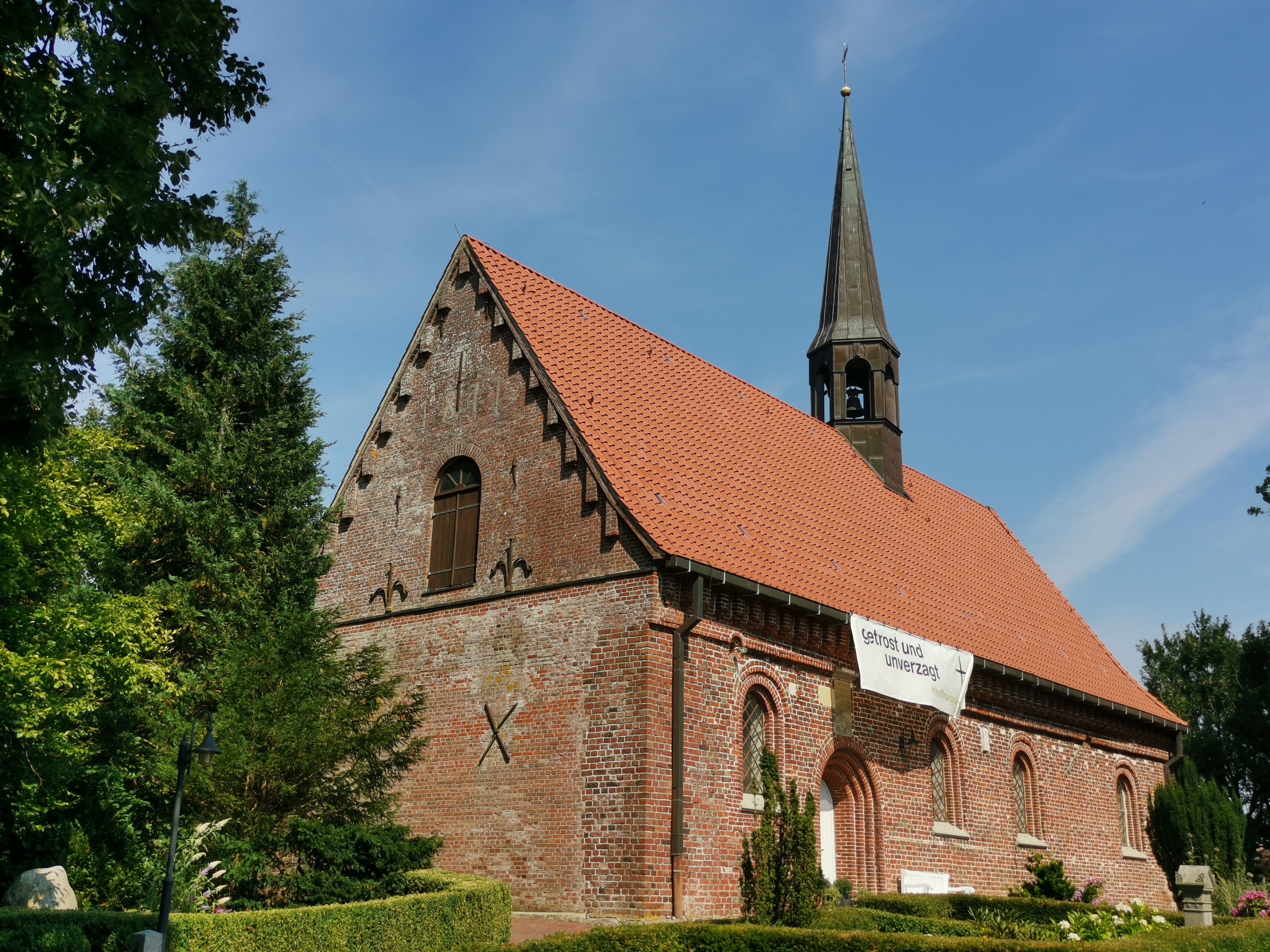
St. Anna (St. Annen)

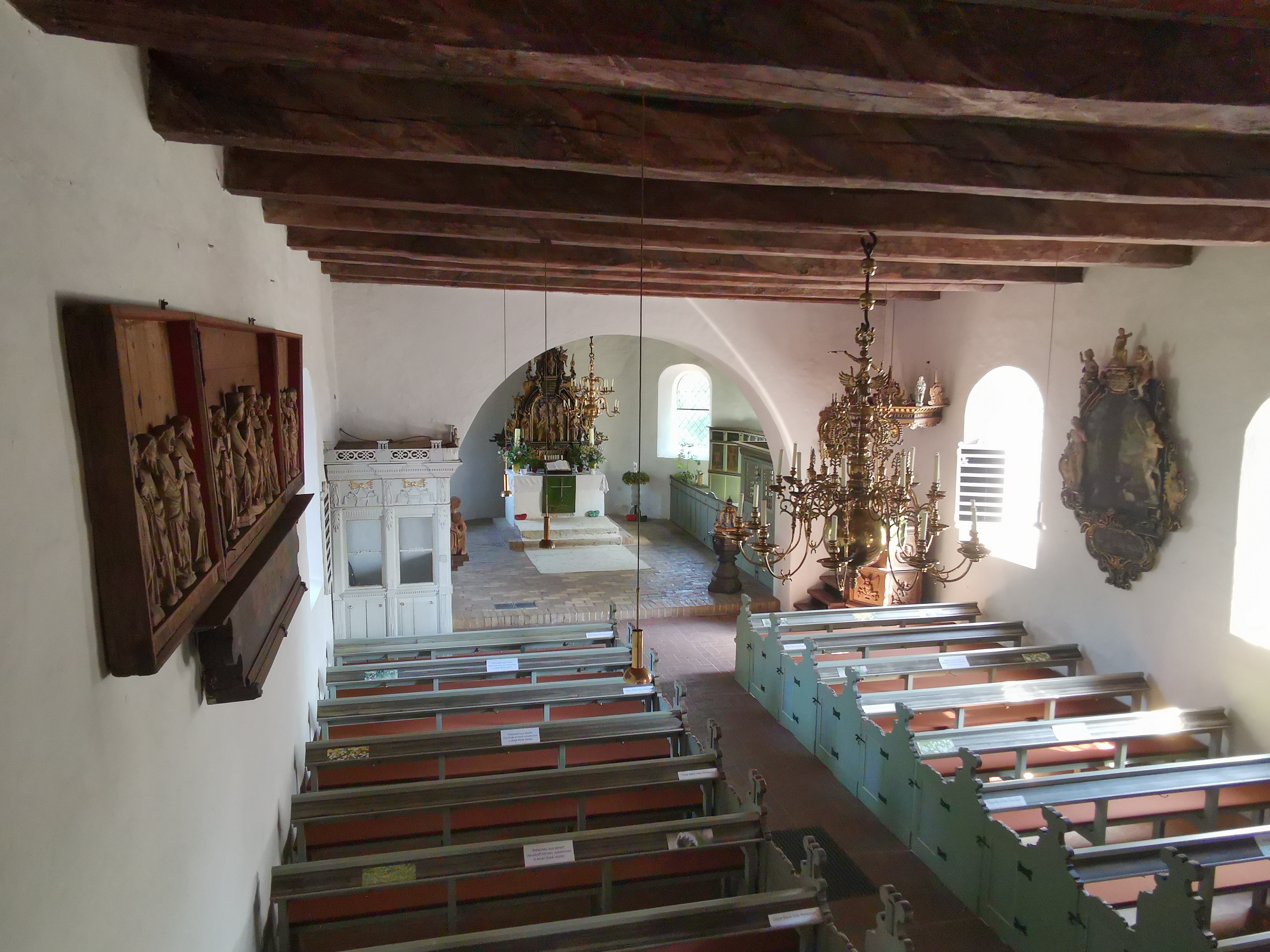
Innenansicht

Die Kirche St. Anna auf einer Warft in Sankt Annen, einer Gemeinde im Kreis Dithmarschen in Schleswig-Holstein, gehört der Kirchengemeinde St. Annen im Kirchenkreis Dithmarschen der Evangelisch-Lutherischen Kirche in Norddeutschland. Sie ist ein geschütztes Kulturdenkmal mit der Objekt-ID 3675 im Denkmalschutzgesetz.

## Geschichte
Das Gebiet des Kirchspiels Sankt Annen gehörte ursprünglich zum Kirchspiel der St.-Laurentius-Kirche in Lunden. Im Jahr 1491 war drei Familien aus dem Dithmarscher Geschlechterverband der Russebellingmannen oder Rußbullinger die Eindeichung eines neuen Koogs, des Bosbüttelerkoogs, gelungen. Daraufhin errichteten sie als Erfüllung eines Gelübdes eine Kapelle mit dem Patrozinium der um 1500 sehr beliebten heiligen Anna, der Mutter von Maria.
Der Lundener Kirchspielrat wehrte sich vergeblich gegen den Einflussverlust, doch nach Rom gepilgerte Mitglieder der Russebellingmannen  erlangten am 20. Januar 1500 von Papst Julius II. einen hunderttägigen Ablass für alle, die an bestimmten Tagen den Gottesdienst in der neuen Kirche besuchten. Die spätere Überlieferung machte daraus einen hundertjährigen Ablass für die Förderer des Baus. Eine zweite päpstliche Urkunde von 1507 erklärte St. Annen zu einem eigenständigen Kirchspiel und sprach den Gründerfamilien das Kirchenpatronat zu. Anders als die älteren Dithmarscher Kirchspiele erlangte St. Annen die Unabhängigkeit jedoch nur in kirchlichen Belangen und blieb ansonsten von Lunden abhängig.
Die Kirche wurde 1571 als Pfarrkirche der nunmehr evangelischen Gemeinde neu aufgebaut, enthält aber, so Richard Haupt, noch viele Bauelemente der Kapelle von 1500. An den Neubau erinnert eine Inschrift über dem Südportal, die die Namen der verantwortlichen „Baumänner“ nennt und zwei Wappen zeigt, eins davon die drei Fische der Russebellingmannen, dass andere zeigt einen Bären mit Hellebarde, das Wappen der Woldriken. Daneben ist eine ältere Platte in gotische Textura mit dem Datum 1507 eingemauert.

## Beschreibung
Die Saalkirche wurde aus Backsteinen errichtet. Sie besteht aus einem Langhaus und einem gleich breiten, dreiseitig geschlossenen Chor im Osten unter einem gemeinsamen Dach. Dem Satteldach wurde 1591 ein sechseckiger, offener Dachreiter aufgesetzt, in dem eine Kirchenglocke hängt, und der mit einem spitzen Helm bedeckt ist. Das Stufenportal an der Südseite des Langhauses wird durch ein Gewände aus dem 16. Jahrhundert begrenzt. Der Nordeingang ist schlichter gestaltet.

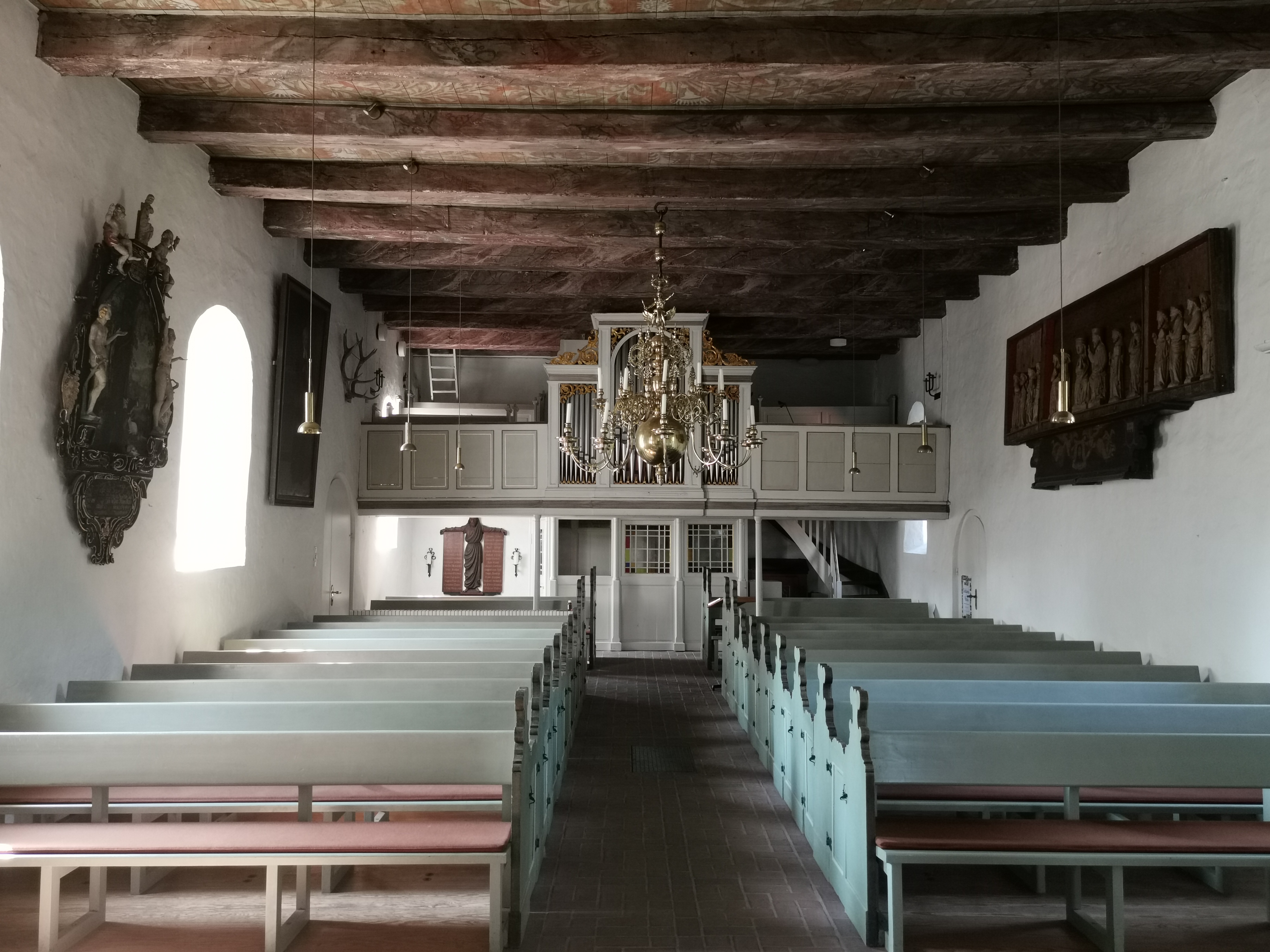
Blick zur Orgel

Im Innenraum sind Langhaus und Chor durch einen Chorbogen voneinander abgesetzt. Beide Bauteile jeweils mit einer bemalten Holzbalkendecke überspannt. Im Chor gibt es drei Rundfenster, im Kirchenschiff drei an der Südwand und zwei an der Nordwand.

## Ausstattung
Zur Kirchenausstattung gehört ein Taufstein aus Namurer Kalkstein, dessen achteckige Kuppa an vier Seiten mit unterschiedlich gestalteten Köpfen verziert ist, deren Gesichter zu Boden blicken. Einer Sage nach soll der Seeräuber Pidder Lyng ihn Claus Heim von Bösbüttel 1491 zum Tausch für seine Tochter angeboten haben. Von Kunsthistorikern wird er allerdings erst in die Mitte des 16. Jahrhunderts datiert. Anders als ältere Taufsteine aus Namur, wie sie im Umkreis beispielsweise in der Nikolaikirche in Kotzenbüll oder Katharinenkirche in Süderstapel stehen, ist das Becken zu klein, um das zu taufende Kind ganz darin unterzutauchen, wie es noch in der Reformationszeit üblich war. Ein sehr ähnliches Stück in der Neuen Kirche von Pellworm ist durch eine Inschrift auf 1587 datiert.  Der barocke Deckel mit der Aufschrift Mk 10,14  stammt von etwa 1640.

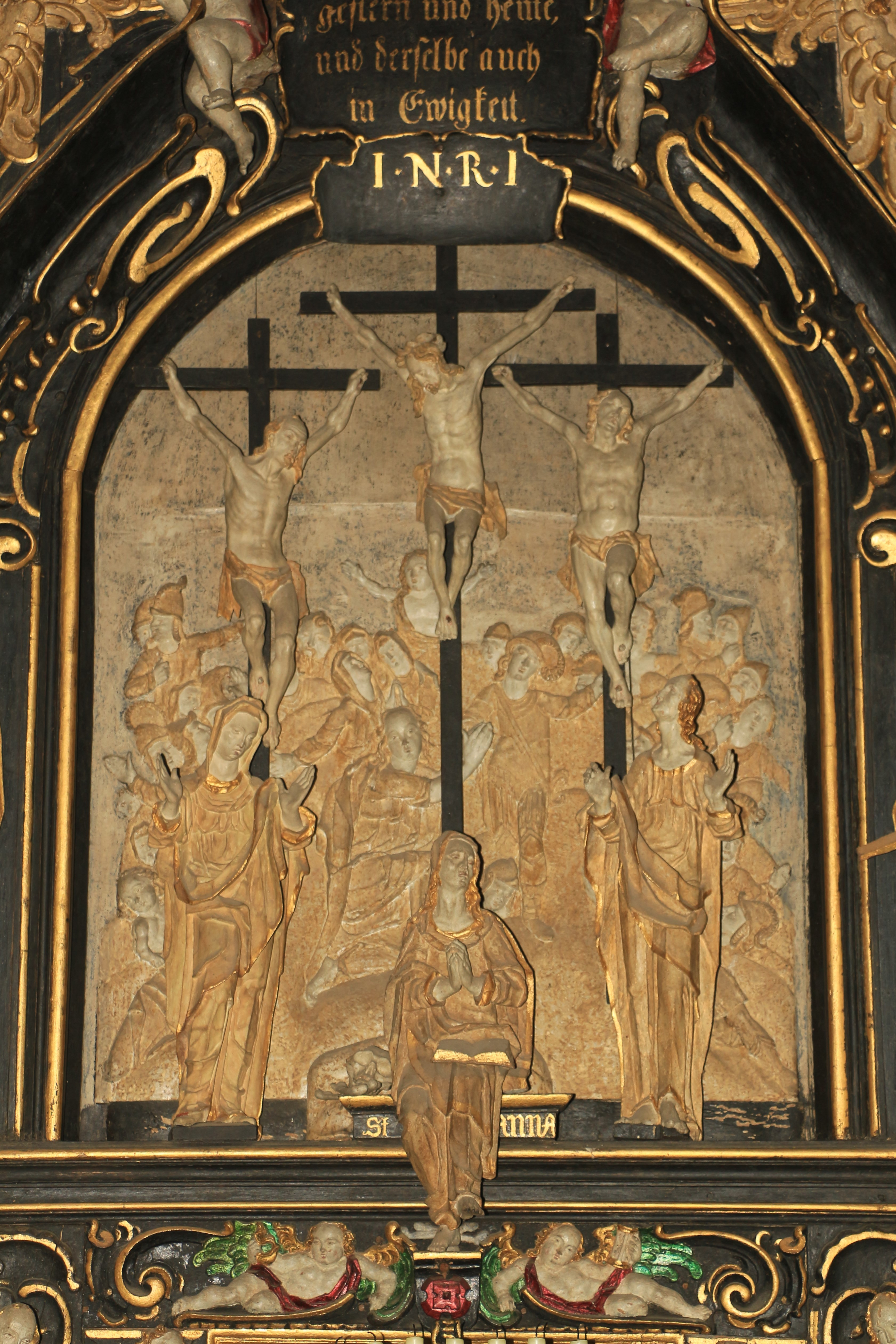
Mittelbild des Barockaltars

Auf dem Altar im Chor steht ein barockes Altarretabel, das Einwohner des Kirchspiels nach der Verwüstung der Kirche durch Tillys Truppen 1627 stifteten. Es wurde 1642 in der Werkstatt des Lundener Bildschnitzers Claus Heimen in Auftrag gegeben, der selbst aus dem Geschlecht der Russebellingmannen stammte und vermutlich ein Nachkomme eines der „Baumänner“ von 1571 war. Im Zentrum befindet sich eine Kreuzigungsszene unter einem Bogen. Dabei sind die drei Gekreuzigten und die unter dem Kreuz stehenden Figuren von Maria und Johannes als Vollplastiken gearbeitet, während die Menschenmenge im Hintergrund als flaches Relief angedeutet ist. Mittig im Rahmen der Kreuzigungsdarstellung, direkt unter Jesu Kreuz, die heilige Anna auf einem mit ihrem Namen bezeichneten Podest. Diese für einen lutherische Kirche untypisch so zentral positionierte Heilige wurde dem Kreuzigungsbild erst nachträglich zugefügt, wofür die plastische Darstellung der Maria Magdalena unter dem Kreuz entfernt wurde. Darunter ist das letzte Abendmahl Jesu mit seinen Jüngern als Relief dargestellt. Die lateinische Inschrift zitiert einerseits Lk 22,14–15  und nennt andererseits als Vorbild einen Kupferstich von Jan Sadeler nach einem verlorenen Gemälde von Peter Candid. Über dem Hauptbild ist eine Ädikula, in der die Figur einer Frau mit Kind zu sehen ist, die entweder als Maria mit dem Jesuskind oder als die Verkörperung der christlichen Tugend der Caritas zu identifizieren ist. Gekrönt ist das Retabel von einer Figur des triumphierenden Christus auf der Weltkugel. Weitere Figuren stellen Mose und Johannes den Täufer, die vier Evangelisten und zwei durch Frauengestalten verkörperte Tugenden, Hoffnung und Glaube aus 1 Kor 13,13 , dar. Die Figuren und Reliefs sind weiß gefasst, der Rahmen ist schwarz mit wenigen goldenen und farbigen Verzierungen.
Aus derselben Werkstatt stammt das 1644 hergestellte Epitaph für Hans Rode. Im Mittelbild ist der Sündenfall abgebildet. Dabei ist die Schlange am Baum der Erkenntnis im Paradies gemalt, während Adam und Eva als Schnitzfiguren im Rahmen stehen. In der Kartusche über dem Bild steht der Bibelvers 1 Kor 15,55 , gekrönt von der Figur einer Betenden, die von zwei Putten gerahmt wird. Diese Figur ist möglicherweise die Maria Magdalena, die vor der Umgestaltung des Altarmittelbildes vor dem Kreuz kniete.

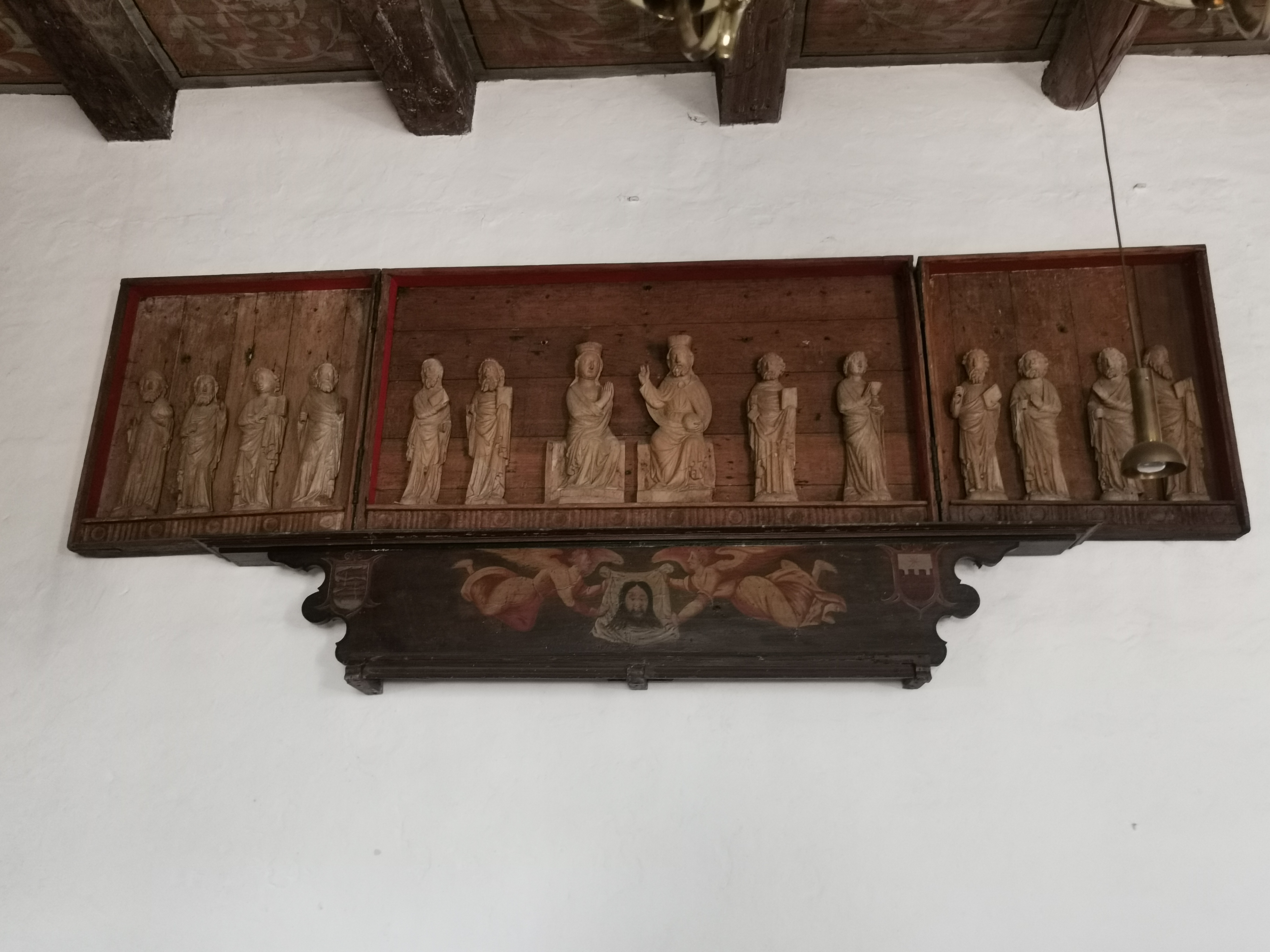
Gotischer Altar

An der Nordseite des Langhauses ist ein gotischer Flügelaltar aufgehängt. Die Marienkrönung in der Mitte wird von jeweils sechs deutlich kleineren Apostelfiguren flankiert. Die ursprüngliche Farbfassung ist verloren, die spätere weiße Bemalung der Figuren wurde irgendwann im Laufe des 20. Jahrhunderts entfernt. Der Altaraufsatz wird auf das späte 14. Jahrhundert datiert und ist damit einer der ältesten Schnitzaltäre in Norddeutschland. Wann er in die deutlich jüngere St.-Annen-Kirche gelangte, ist nicht bekannt. Möglicherweise stammt das Retabel aus der Lundener Mutterkirche, die es nach der Reformation als nicht mehr zeitgemäß abstieß. Die Predella wurde 1594 mit dem von Engeln getragenen Schweißtuch der Veronika bemalt. Das Stifterwappen mit den drei Fischen verweist auf die Patronatsherren aus dem Geschlecht der Russebellingmannen.
Ebenfalls der vorreformatorischen Zeit zuzuordnen ist die stark beschädigte gotische Pietà im Chorbogen. Auch sie kam zu einem unbekannten Zeitpunkt aus einer anderen Kirche nach St. Annen.
Aus der Erbauungszeit um 1571 stammt die niedrige Kanzel im Renaissancestil. Die beiden äußeren der drei Brüstungselemente zeigen in der oberen Hälfte aus Kränzen ragende Männerhalbfiguren, die als Gottvater und Jesus gedeutet werden. In der Mitte ist das Lamm Gottes abgebildet. Die Reliefs auf den unteren Hälften stellen Engel dar, die Wappenschilde und Tafeln halten. Der schlichte sechseckige Schalldeckel stammt von 1656 und trägt einer Stifteraufschrift. An der Wand hinter der Kanzel ist eine Halterung für eine Kanzeluhr von 1724 erhalten.

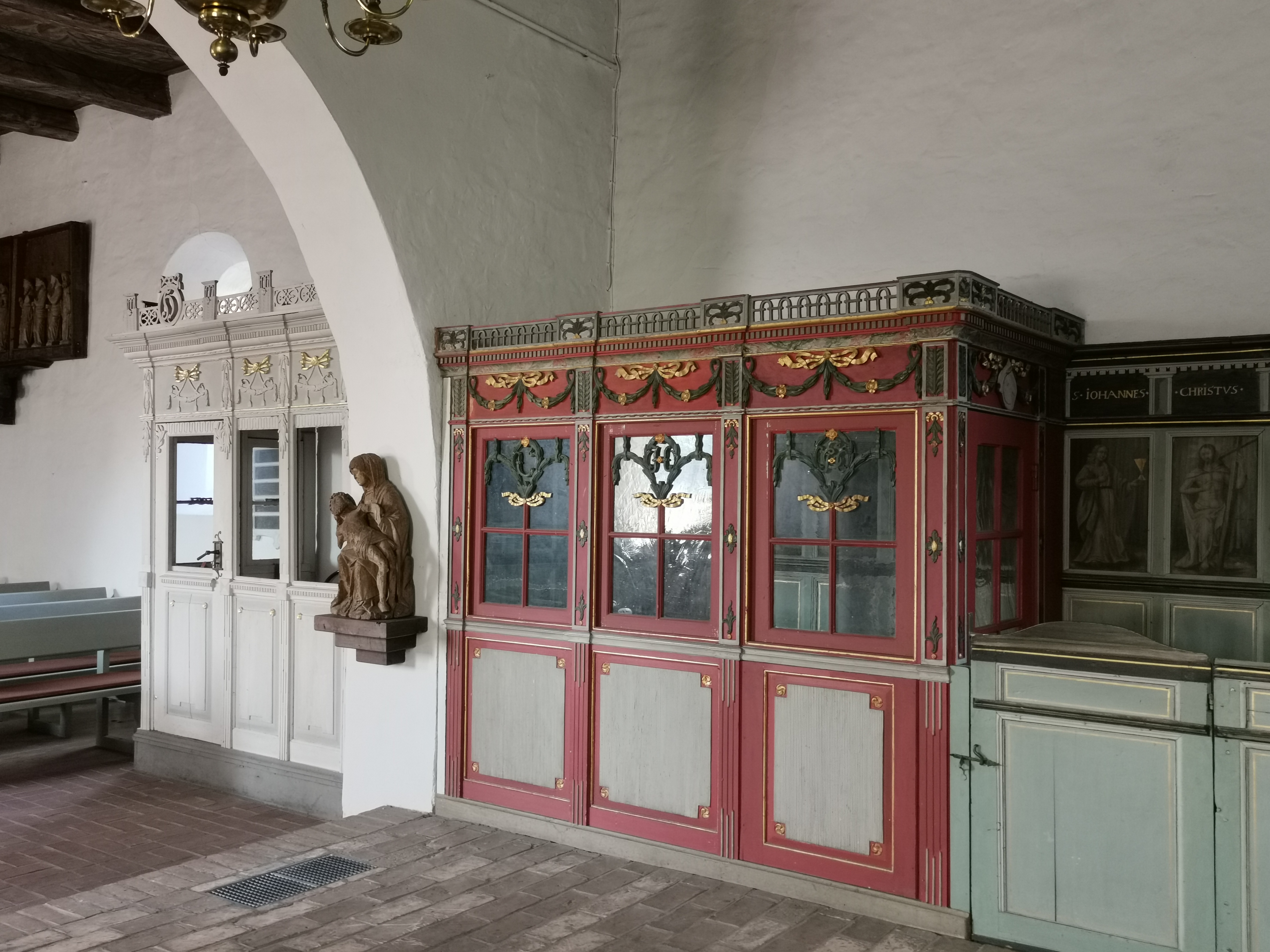
Logen an der Nordseite, im Chorbogen die Pietà

Im Chor befindet sich, ähnlich wie in der St.-Andreas-Kirche in Weddingstedt Gestühl für die Patronatsherren, die Nachkommen der drei Gründerfamilien. Die Rückseite des offenen Gestühls an der Nordseite wurde 1651 mit Bildern von Christus und den Apostel ausgemalt. Hier findet sich erneut das Wappen der Russebellingmannen unter dem Namen des Stifters Johann Heim. An der Westseite wurde 1969 eine ursprünglich unter der Orgelempore im Westen der Kirche aufgestellte geschlossenen barocke Loge, die sogenannte Roßloge, in das Gestühl integriert. Das durch ein Fenster unterbrochene Gestühl an der Südseite ließen Johann von Hatten, herzoglicher Hof- und Kanzleirat, Schwager des Kanzlers Johann Adolph Kielmann von Kielmannsegg und Besitzer des Hattenschen Hofs in Schleswig, und seine Frau Dorothea Christiana Schönbach im Jahr 1668 mit Bilder der Propheten bemalen. In dieses Gestühl wurde der Beichtstuhl eingebaut. Eine weitere ebenerdige barocke Loge aus dem 18. Jahrhundert, die nach den damaligen Stifter Hemsloge genannt, befindet sich im Langhaus nördlich vom Chorbogen gegenüber der Kanzel. Eine dritte Patronatsloge, die ebenfalls der Familie Heim gehörte, stammt von 1852 und befindet sich unter der Orgelempore.

## Orgel

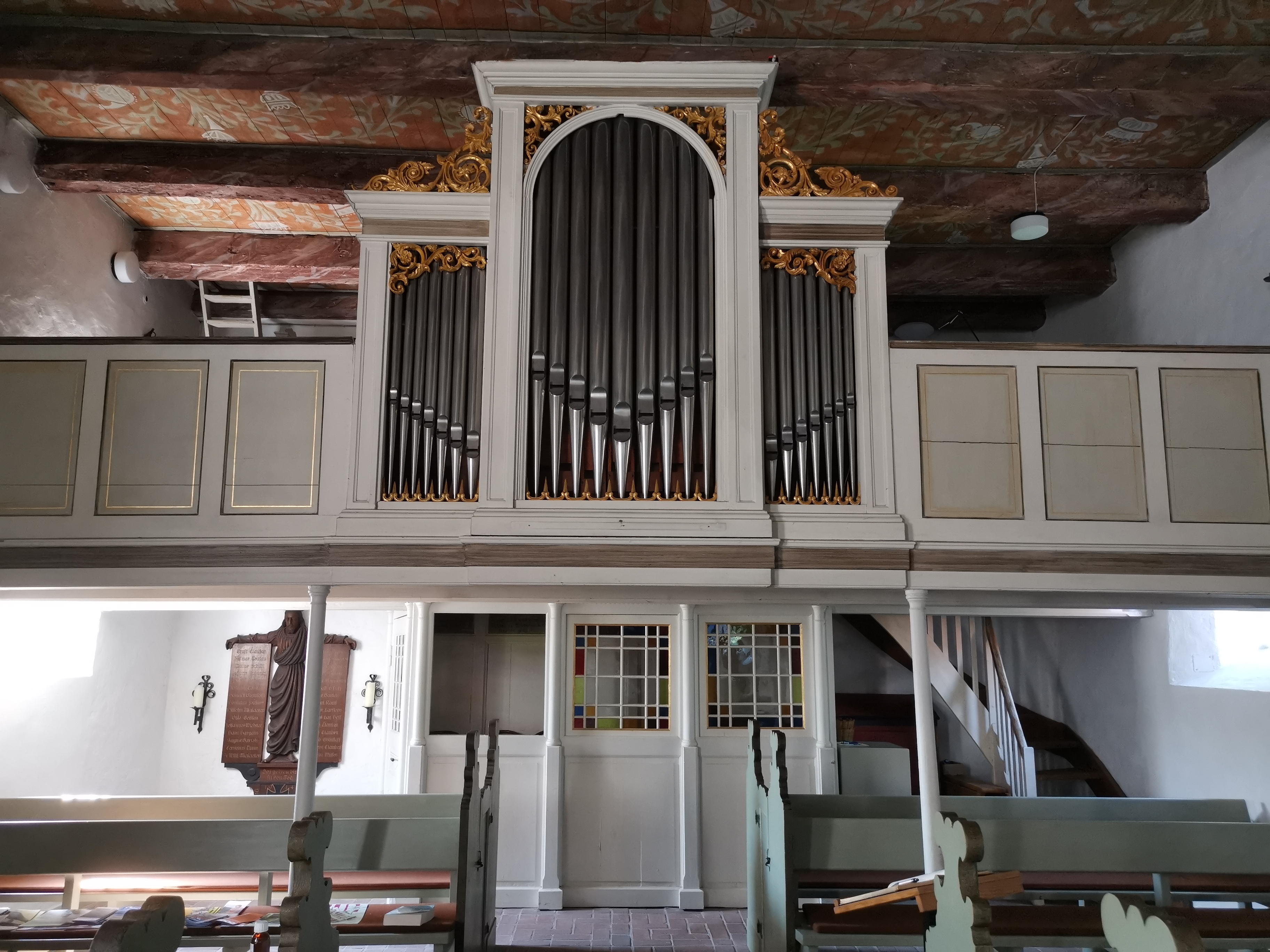
Orgel

Die einmanualige Orgel mit acht Registern auf der Westempore wurde 1864 von Marcussen & Søn gebaut.

## Kirchhof
Auf dem Friedhof, der die Kirche umgibt, befindet sich eins der neunzig zum neunzigsten Geburtstag von Loki Schmidt angelegten sogenannten Loki-Schmidt-Beete.

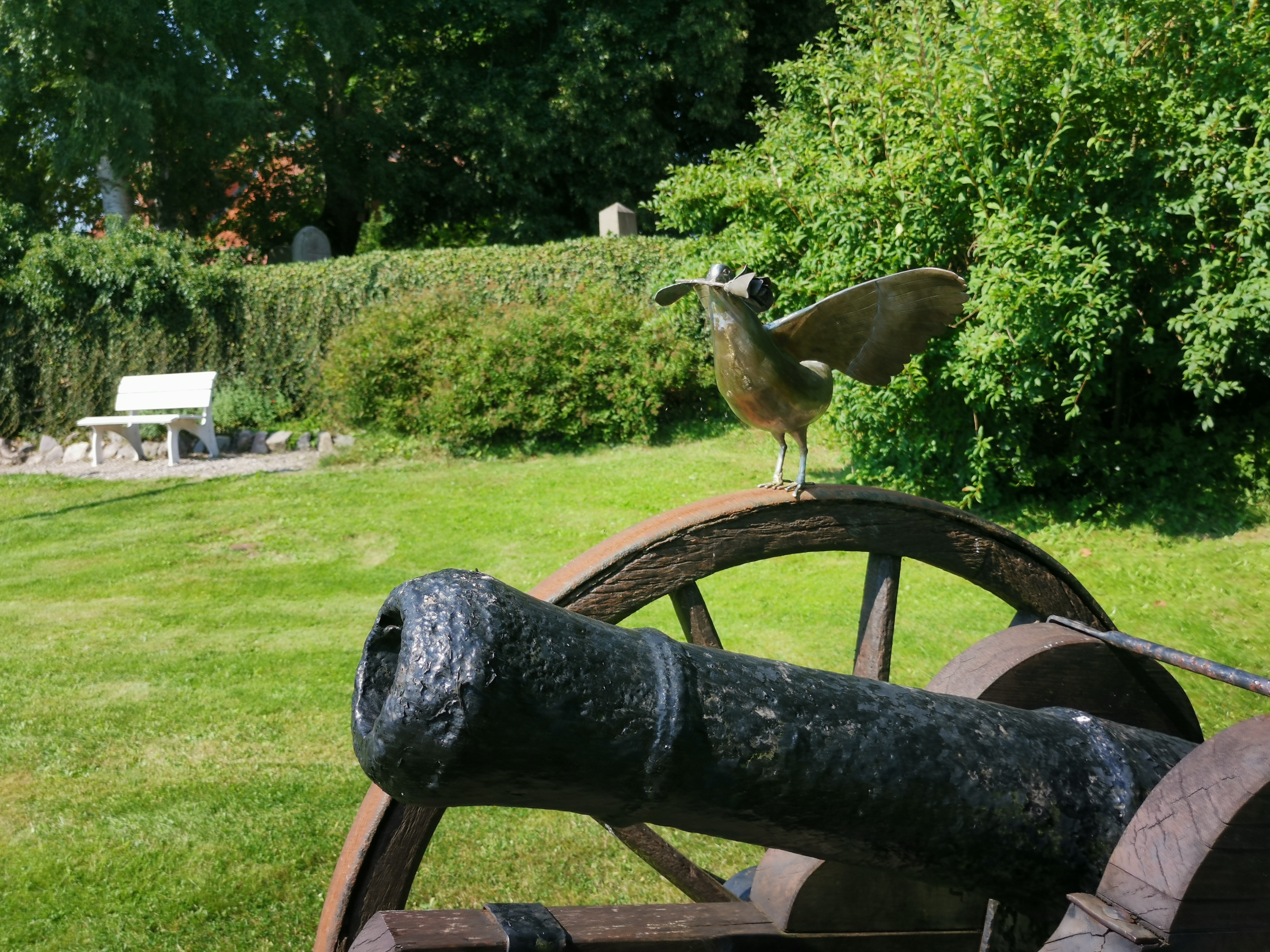
Kanone mit Friedenstaube

Nahe der Pforte ist eine Kanone aus dem Schleswig-Holsteinischen Erhebung aufgestellt. Sie erinnert an die Beschießung von Friedrichstadt am anderen Ufer der Eider vom 29. September bis zum 5. Oktober 1850. Auf einem der Räder sitzt eine Friedenstaube aus Bronze, ein Werk von Lothar B. Frieling (* 1945) von 2005. Das Motiv ist der Sintflut-Erzählung entnommen: Eine von Noah ausgelassene Taube kehrt mit einem frischen Olivenzweig im Schnabel zur Arche zurück als Zeichen der Hoffnung auf einen Neubeginn (Gen 8,11 ). Hier trägt die Taube eine Rose, die mit der ebenfalls aus Bronze geschaffenen Rosenranke an der Friedhofsmauer korrespondiert.

## Kirchengemeinde
Die Kirchengemeinde St. Anna teilt sich die Pastorin mit der Sankt-Rochus-Kirche in Schlichting. Beide Gemeinden sind seit 2023 Teil des Pfarrsprengels Hemme / Lunden / St. Annen / Schlichting, zu dem außerdem die Mutterkirche in Lunden und die Marienkirche gehören.